# Stretto di Rice
Lo stretto di Rice  è una via d'acqua naturale nell'Oceano Artico, al centro dell', nella Regione di Qikiqtaaluk, nel territorio del Nunavut.
Separa la costa orientale dell'isola di Ellesmere dall'isola Pim. A nord si apre nella baia di Rosse, a sud nello stretto di Buchanan.